# هولی گوست (نیومکزیکو)
هولی گوست (به انگلیسی: Holy Ghost) یک منطقهٔ مسکونی در ایالات متحده آمریکا است که در نیومکزیکو واقع شده‌است. هولی گوست ۲٬۴۳۱٫۱۱ متر بالاتر از سطح دریا واقع شده‌است.